# Narcissus broussonetii
Narcissus broussonetii es una especie de planta bulbosa perteneciente a  la familia de las Amarilidáceas y el único miembro de la sección Aurelia. Es originaria del Norte de África.

## Descripción
Tiene las hojas de color gris-verdosas. En otoño se encuentra en flor, con hasta diez flores en una umbela, las flores son blancas, casi sin corona. Solo se encuentra en Marruecos. Se distingue en que tiene un largo tubo de corola. No hay olor detectable en las muestras conseguidas, aunque Angelo Porcelli informa de que su forma tiene un olor dulce de jazmín.

## Taxonomía
Narcissus broussonetii fue descrita por el botánico español, Mariano Lagasca y publicado en Genera et species plantarum 1, en el año 1816.
Etimología
Narcissus nombre genérico que hace referencia  del joven narcisista de la mitología griega Νάρκισσος (Narkissos) hijo del dios río Cephissus y de la ninfa Leiriope; que se distinguía por su belleza. 
El nombre deriva de la palabra griega: ναρκὰο, narkào (= narcótico) y se refiere al olor penetrante y embriagante de las flores de algunas especies (algunos sostienen que la palabra deriva de la palabra persa نرگس y que se pronuncia Nargis, que indica que esta planta es embriagadora). 
broussonetii: epíteto otorgado en honor de Pierre Marie Auguste Broussonet (1761 -1807) botánico francés que fue el primero en introducir las plantas de morera Broussonetia papyrifera desde China, a finales del siglo XVIII.
Sinonimia
- Aurelia broussonetii (Lag.) J.Gay
- Chloraster oblitteratus (Willd. ex Schult. & Schult.f.) M.Roem.
- Hermione obliterata Haw.
- Narcissus broussonetii f. grandiflorus (Batt. & Trab.) Maire
- Narcissus broussonetii var. grandiflorus Batt. & Trab.
- Narcissus oblitteratus Willd. ex Schult. & Schult.f.[3]